# Hieroglyphics
Hieroglyphics, noto anche come Hieroglyphics Crew e Hiero, è un collettivo hip hop underground statunitense di Oakland.
Il gruppo è stato fondato nel 1991 ed è attualmente composto dai rapper Del the Funky Homosapien, Casual, Pep Love, dai produttori/gestori Domino, DJ Toure e dai quattro membri del gruppo Souls of Mischief: Phesto, A-Plus, Opio e Tajai.

## Storia
Come collettivo, gli Hieroglyphics hanno pubblicato tre album in studio: 3rd Eye Vision nel 1998, Full Circle nel 2003 e The Kitchen nel 2013.
Nel 2005 hanno pubblicato un DVD live e un CD di accompagnamento del loro album Full Circle Tour.
Hanno fatto uscire anche cinque album compilation: Hieroglyphics B-Sides e Hieroglyphics Oldies, Vol. I nel 1997, Hieroglyphics Oldies, Vol. II nel 1998, The Building nel 2004, The Corner nel 2005, e più recentemente, Over Time, nel marzo del 2007.
Anche i singoli membri hanno pubblicato i propri album, sia attraverso progetti personali sia attraverso progetti di gruppi esterni.

## Logo
Il logo a tre occhi del collettivo rappresenta il numero 8 del sistema maya. È stato creato da Del the Funky Homosapien, figlio di un artista astratto ed è utilizzato per promuovere il gruppo sulle copertine degli album, sul sito web e su altro materiale promozionale.

## Discografia

### Album in studio
- 1998 – 3rd Eye Vision
- 2003 – Full Circle
- 2013 – The Kitchen

### Album live
- 2005 – Full Circle Tour

### Raccolte
- 1996 – Hiero Oldies
- 1997 – Hiero B Sides
- 1997 – Live.97
- 1998 – Hiero Oldies II
- 2002 – Hiero Classix Vol.1
- 2004 – The Building
- 2005 – The Corner
- 2007 – Over Time

### Singoli
- 1999 – You Never Knew
- 2002 – Hydra, G.U.O.M.D, Think Again
- 2003 – Make Your Move
- 2013 – Gun Fever